# 제네시스 (우주선)

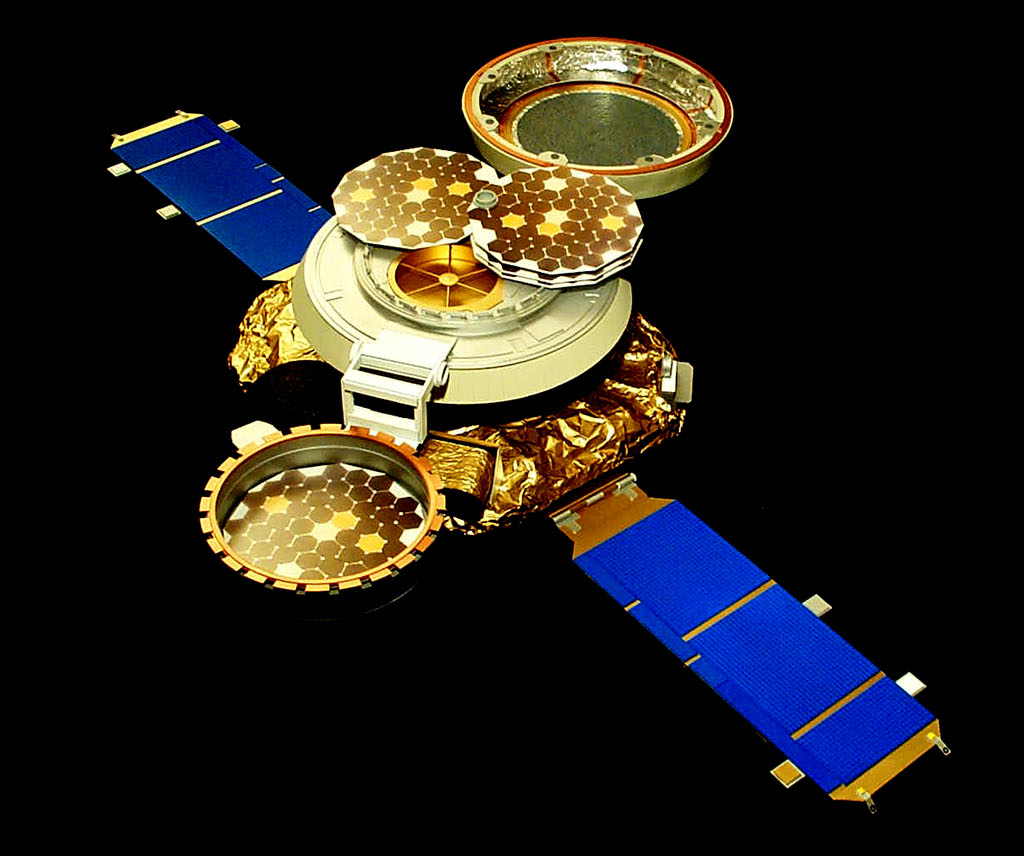

제네시스(Genesis)는 태양풍 연구를 주 목적으로 하여 2001년 8월 8일에 발사된 우주선이다.
록히드 마틴이 제작하였으며, 무인 우주선으로는 최초로 지구로 귀환할 예정의 우주선이기도 했으나, 2004년 9월 8일 귀환 도중 추락하고 말았다.